# Hallelujah I Love Her So
Hallelujah I Love Her So è un brano R&B di Ray Charles, prodotto da Jerry Wexler, pubblicato come singolo nel 1956 dall'Atlantic Records. L'anno seguente venne incluso sul suo eponimo album. Il 45 giri giunse alla 5ª posizione sulla classifica R&B di Billboard. Il pezzo è stato ispirato da un brano gospel. Sono state numerosissime le cover del pezzo.

## Lecoverdel brano

### Eddie Cochran
Eddie Cochran pubblicò il pezzo come singolo nel 1959, con il titolo di Hallelujah, I Love Her So. Il disco divenne un hit in Gran Bretagna, arrivando alla 22ª posizione delle classifiche.

### George Jones & Brenda Lee
George Jones, assieme a Brenda Lee, pubblicò il brano sul suo album Ladies' Choice del 1984, con il titolo di Hallelujah, I Love You So. Il pezzo venne pubblicato su un 45 giri, il quale, l'anno seguente, arrivò alla 15ª della classifica country di Billboard.

### The Beatles
Nel 1995, una versione registrata all'inizio degli anni sessanta dai Beatles venne inclusa sul primo volume dell'Anthology. Il luogo della registrazione era la casa di Paul McCartney al numero 20 di Forthlin Road, dove vennero registrate altre 15 canzoni, ma pubblicate ufficialmente solo altre due: You'll Be Mine e Cayenne. In origine, il nastro durava 2:22, ma, per l'apparizione sull'Anthology, è stato accorciato ad una durata di 1:13, tagliando il secondo verso, il middle eight ed un assolo di chitarra, presumibilmente suonato da George Harrison. Un'altra versione della band, che talvolta inseriva il pezzo nei loro concerti, è stata registrata allo Star-Club di Amburgo; mai pubblicata ufficialmente, questa cover è stata inclusa su bootlegs come Live! at the Star-Club in Hamburg, Germany; 1962. I Fab Four conoscevano il pezzo grazie all'incisione di Cochran, ed il nome è stato lo stesso dell'incisione del chitarrista: Hallelujah, I Love Her So.
Inoltre, nel 1961 il gruppo fece da gruppo da spalla al chitarrista inglese Tony Sheridan per la registrazione del suo album My Bonnie. Nell'LP, era presente Hallelujah, I Love Her So.

#### Formazione
- Paul McCartney: voce, chitarra
- John Lennon: chitarra
- George Harrison: chitarra
- Stuart Sutcliffe: basso elettrico[1]

### Altrecovers
- Peggy Lee (come Hallelujah I Love Him So)
- Ella Fitzgerald (come Hallelujah I Love Him So)
- Connie Francis (come Hallelujah I Love Him So)
- Timi Yuro (come Hallelujah I Love Him So)
- Eva Cassidy (come Hallelujah I Love Him So)
- Jerry Lee Lewis
- Little Stevie Wonder
- Harry Belafonte (versione jazz)
- Gerry and the Pacemakers
- The Animals
- Frank Sinatra
- Humble Pie
- Jerry Reed
- Ben l'Oncle Soul (in francese)
- Hugh Laurie
- Maceo Parker
- David Sanborn
- Jamie Cullum[senza fonte]

## Formazione
- Ray Charles: voce
- Don Wilkerson: sassofono tenore
- The Ray Charles Orchestra: strumenti musicali[senza fonte]